# Gavin Duffy
Gavin William Duffy (in irlandese Gaibhin O’Dubhthaigh; Ballina, 18 settembre 1981) è un ex rugbista a 15 irlandese, per gran parte della sua carriera militante nella franchise del Connacht.

## Biografia
Proveniente dal calcio gaelico, disciplina nella quale rappresentò nel 1999 la contea di Mayo a livello giovanile, debuttò nel 2001 per la provincia di Connacht in Celtic League; tutta la sua carriera rugbistica è legata a tale squadra, eccezion fatta per due periodi in Inghilterra agli Harlequins, in cui ha vinto l'unico trofeo della sua carriera, la Challenge Cup 2013-14.
In Nazionale irlandese esordì il 19 giugno 2004 a Città del Capo contro il Sudafrica e fece parte della rosa che gareggiò nella Coppa del Mondo di rugby 2007 in Francia.
A tutto il 2009 furono 10 le convocazioni per l'Irlanda.
Nel 2014 giunse, a 33 anni, la fine del contratto con Connacht e anche quella dell'attività da rugbista per tornare a giocare a calcio gaelico nella rappresentativa di Mayo, senza tuttavia riuscirvi, dapprima per problemi sulla residenza — benché di Ballina, nella contea di Mayo, Duffy vive e milita in un club della contea di Galway — e, una volta risolti i primi, perché non fu scelto per la rappresentativa di contea.

## Palmarès
- Challenge Cup: 1
Harlequins: 2003-04